# ليدسون
ليدسون دا سيلفا مونيز (بالبرتغالية: Liédson) (مواليد 17 ديسمبر 1977 في باهيا - البرازيل) لاعب كرة قدم برتغالي الجنسية برازيلي المولد يلعب حاليا لصالح نادي سبورتنغ لشبونة ومنتخب البرتغال في مركز المهاجم .

## السيرة الذاتية
عندما بلغ ليدسون الرابعة عشر بدأ في الخروج مع والده ميلتينهو الذي شجعه على لعب كرة قدم معه وركلها بالقدم اليسرى كذلك شجعه على ركل أي شيء يوجد أمامه مثلا علب الصفيح والطوب بالقدم اليسرى من أجل تقويتها . انظم ليدسون إلى أصدقائه وجيرانه الذين كانوا يلعبون بالقرب من الشاطئ حتى لفت الأنظار فتم ضمه إلى ناشئي نادي فيتوريا باهيا .
حاول ليدسون أن يقسم وقته بين الدراسة واللعب والعمل لمساعدة أمه على تربيته وشقيقيه الآخرين وحاول تحقيق المعادلة الصعبة لكنه لم يستطع إكمال الدراسة بعد الصف السابع فقد كان من الصعب أن يوفق بينهما وبين عمله الشاق ومع ذلك لم تكن تفوته دروس كرة القدم أو مبارياتها التي يلعبها في الشارع مع أصدقائه . عمل ليدسون في الرابعة عشرة في مهن عديدة شاقة مثل أعمال البناء وطلاء المنازل وبعد ذلك أصبح ميكانيكي سيارات يتقاضى ما يعادل 6 يورو أسبوعيا .
رشحه أحد أصدقائه لوظيفة في سوبرماركت يدعى ريو برانكو المحل 11 وكان صاحب المتجر مهووسا بكرة القدم لدرجة أنه كان يشترط على عماله إجادة هذه اللعبة وكون منهم فريقا ولفت لديسون انتباه صاحب المتجر الذي كان غارقا في الحزن بسبب النتائج المتردية لفريقه وأخيرا عرض عليه الانضمام إلى الفريق ووافق ليدسون بعد تردد لكنه لم يستطع ترك العمل في المتجر وكان عمله يقتضي منه أن يحمل الأكياس للزبائن ويوصلها إلى سياراتهم أو بيوتهم ومع مرور الوقت ارتفع راتبه إلى 30 يورو أسبوعيا ومع تألقه في الكرة رفع صاحب المتجر أجره إلى 40 يورو أسبوعيا . كان ليدسون مخلصا في عمله مما جعله يحصل على لقب العامل المثالي وجائزة عبارة عن جهاز تلفزيون ملون 16 بوصة وفي نهاية السنة الثانية له في السوبرماركت فاز فريق المتجر ببطولة المنطقة وفاز ليدسون بلقب هداف البطولة برصيد 24 هدف واشتهر بصاحب القميص رقم 11 .
انهالت العروض على ليدسون للمشاركة مع فرق أخرى في بطولات مختلفة وكان خياره دائما هو الفريق الأعلى سعرا وبدأ دخله من الكرة يتزايد ليصبح ضعف راتبه من السوبرماركت واضطر في النهاية إلى ترك العمل بعد 4 سنوات لأن كرة القدم أصبحت تشغل كل وقته خاصة مع اختياره في منتخب ولاية فالنسيا . تشجع ليدسون وذهب إلى نادي سانتا كاسا ميسريكورديا لكن مدربي النادي رفضوه بحجة أنه من الصعب عليه أن يبدأ الاحتراف في هذه السن ومرة أخرى كان على موعد مع أحد أصدقائه عرض عليه الانضمام إلى أحد أندية الدرجة الأولى في باهيا وكانت أمامه 3 عروض اختار منها نادي بوكاس وسافر ليدسون 6 ساعات بالحافلة ليقابل مسئولي النادي وهو أمر لم يكن قد اعتاده ومع مشقة السفر كانت المفاجأة في انتظاره فلم يجد أحدا في انتظاره وبعد نصف ساعة قرر العودة إلى منزله وبالحافلة نفسها وفي منتصف طريق العودة اضطر إلى التوقف في جاكي لأنه لم يكن تذكرة لإكمال الطريق واضطر إلى المبيت في فندق رخيص وهو يندب حظه ولكن الفرج جاءه أخيرا عند تلقى مكالمة من صديق اعتذر له عن سوء الفهم الذي حدث وطلب منه العودة إلى بوكاس حيث كان الكل في انتظاره هذه المرة . في البداية عرضوا عليه راتبا يبلغ 100 يورو ولكنه رفض فزادوا المبلغ إلى 130 يورو شهريا كانت كفيلة بموافقته على اللعب فورا وسكن ليدسون في مقر النادي وتقاسم الغرفة مع 3 لاعبين ولم يكن الطريق ممهدا أمامه للانضمام إلى الفريق الأول سريعا لكن الأمور تغيرت كلية مع وصول مدرب جديد الذي اقتنع بإمكاناته وضمه إلى التشكيلة الأساسية وفي 23 أبريل 2000 أحرز ليدسون أول أهدافه محترفا وأتيحت له بعد ذلك الفرصة للسفر إلى قرطبة في بارانا جنوب البرازيل مع 50 رياضيا اختارهم الاتحاد الدولي لكرة القدم للعب مباراة ودية بمناسبة افتتاح مركز تدريب جديد وتلقى ليدسون 300 يورو مقابل المشاركة في المباراة بجانب الطعام والانتقال ولم يكن ذلك يهمه فالأهم هو انه ركب الطائرة لأول مرة في حياته .
تألق ليدسون ووجد فيه أحد رجال الأعمال الأمريكيين مشروع لاعب كبير فاشتراه بـ 30 ألف يورو مع زميل له وضمه إلى نادي دي سي يونايتد في واشنطن وهو النادي الذي لعب له فريدي أدو وأثناء وجود النادي في السلفادور في معسكر تدريبي شارك ليدسون في مباراتين أحرز فيهما هدفا بالرأس لكن ذلك لم يقنع مدربه وشعر مرة أخرى بأن حلمه قد أجهض وعاد إلى فالنسيا مكتئبا لكن مكالمة هاتفية غيرت حياته فقد اهتم نادي قرطبة بضمه وعرضوا عليه 1500 يورو ووافق ليدسون فورا .
كان ليدسون يذهب إلى التدريب في سيارة يقودها أحد أصدقائه من دون رخصة مما كان يعرضه للخطر كل يوم وأبرم ليدسون عقدا لمدة 6 أشهر مع النادي وكان أول لاعب ملون ينضم إلى صفوفه والطريف أن النادي نفسه فاتحه في التجديد لمدة أخرى مقابل 6000 يورو وقتها فقط استطاع تحقيق حلمه القديم في شراء سيارة فولكس جولف على الرغم من أنه لم لكن قد حصل على رخصة القيادة وبعد تدريب لمدة أسابيع اضطر في النهاية إلى الاستعانة بسائق آخر .
أهداف ليدسون كانت بطاقة تعارفه مع الجماهير لذلك فاتحه مسئولو نادي فلامينغو في الانضمام إليهم وأغروه بعد لمدة 6 أشهر يتقاضى بموجبه 10 آلاف يورو شهريا ولكن أيامه في النادي لم تكن سعيدة على الدوام خاصة بعد أن تعرض النادي لأزمة اقتصادية ليضطر ليدسون إلى خوض مغامرة أخرى مع نادي كورينثيانز الذي عرض عليه راتبا يبلغ 22 ألف يورو شهريا وبعد فوزه ببطولة مقاطعة ساو باولو جاءه عرض من أوكرانيا . في تلك الأثناء كانت ليدسون يمني النفس في أن يستدعيه مدرب منتخب البرازيل كارلوس ألبرتو بيريرا للمشاركة في بطولة كأس القارات 2003 التي أقيمت في فرنسا . بدأ ليدسون يفكر في عرض نادي دينامو كييف الأوكراني حيث تردد في البداية بسبب اختلاف الثقافات والبرد الشديد لكن 35 ألف يورو شهريا كانت كفيلة بموافقته على العرض وبعد وصوله اكتشف بأنه ليس اللاعب الأسمر الوحيد في النادي ولكن المفاوضات تعثرت في اللحظة الأخيرة فعاد إلى فالنسيا وبعد فترة قصيرة من عودته جاءه عرض من نادي سبورتنغ لشبونة البرتغالي بقيمة مليوني يورو.
لم يكن ليدسون سعيدا في الفالادي في البداية ولكنه شارك في بطولة كأس الاتحاد الأوروبي أمام نادي مالمو السويدي وأحرز هدفا بالرأس وبعد ذلك تغير كل شيء . بالتدريج أصبح ليدسون نجم النادي مما دفع نادي بنفيكا غريم نادي سبورتنغ لشبونة في العاصمة البرتغالية إلى إغرائه بالانضمام إلى صفوفه ولكنه آثر البقاء في ناديه . في موسم 2004-2005 توج ليدسون هدافا لبطولة الدوري برصيد 25 هدف  وفي الموسم التالي حل وصيفا برصيد 15 هدف . في موسم 2006-2007 عاد ليدسون ليتوج هدافا لبطولة الدوري ولكنه ساهم في تحقيق بطولة كأس البرتغال فقط . يعتبر ليدسون هداف النادي في بطولة دوري أبطال أوروبا حيث سجل هدفه التاسع عشر في مرمى نادي برشلونة الإسباني في 22 أكتوبر 2008. في 1 نوفمبر 2008 شارك في مباراته 150 بقميص نادي سبورتنغ لشبونة الأخضر والأبيض وشارك في 213 مباراة ككل في جميع البطولات .

## المسيرة الدولية
أبدى ليدسون اهتمامه بالمشاركة مع منتخب البرتغال على الرغم من أصوله البرازيلية . وكان منتخب البرتغال يعاني من غياب اللاعب الهداف في صفوفه بعد اعتزال بيدرو باوليتا في 2006 خصوصا أنه سبق لمواطنيه ديكو وبيبي اكتساب الجنسية البرتغالية . نتيجة للإقامة في البرتغال لمدة 6 سنوات متواصلة فقد اكتسب الجنسية البرتغالية وأصبح لائقا للمشاركة مع منتخب البرتغال. في 26 أغسطس 2009 قرر مدرب منتخب البرتغال كارلوس كيروش استدعائه للمشاركة في تصفيات كأس العالم لكرة القدم 2010 أمام منتخبي الدنمارك والمجر . شارك في أول مباراة دولية في 5 سبتمبر بالحلول بديلا لتياغو مينديز واستطاع أن يسجل هدف التعادل في الدقيقة 85.

## الإنجازات
- كأس البرتغال (2) : 2006-2007 ، 2007-2008
- كأس السوبر البرتغالي (2) : 2007 ، 2008

## روابط خارجية
- ليدسون على موقع الاتحاد الدولي (مؤرشف)  (الإنجليزية)
- ليدسون على موقع قاعدة بيانات كرة القدم.إي يو (الإنجليزية)
- ليدسون على موقع ناشيونال فوتبول تيمز (الإنجليزية)
- ليدسون على موقع Soccerway.com (الإنجليزية)
- ليدسون على موقع عالم كرة القدم.نت (الإنجليزية)
- ليدسون على موقع AS.com (الإسبانية)